# Tutte le notti
Tutte le notti è un singolo del cantautore italiano Tommaso Paradiso, pubblicato il 23 febbraio 2022 come quarto estratto dal primo album in studio Space Cowboy.

## Video musicale
Il video, diretto dai YouNuts!, è stato reso disponibile il 9 marzo 2022 attraverso il canale YouTube del cantante e ha visto protagonisti gli attori Christian De Sica ed Eleonora Ivone.

## Tracce
Testi e musiche di Tommaso Paradiso.
1. Tutte le notti – 3:36

## Classifiche
| Classifica (2022) | Posizione massima |
| ----------------- | ----------------- |
| Italia            | 42                |